# Чапа, Эстер
Эстер Чапа Тиерина (исп. Esther Chapa Tijerina; 22 октября 1904 — 14 декабря 1970) — мексиканский хирург, педагог, писательница, профсоюзная деятельница, феминистка, суфражистка, активистка борьбы за права женщин и детей. В своей медицинской практике специализировалась на клиническом анализе и микробиологии, которую преподавала в Национальном автономном университете Мексики.

## Биография
Эстер Чапа родилась 22 октября 1904 года в Тамаулипасе в семье Вирхинии Тиджерины и Квирино Чапы. У неё было четверо братьев и сестер.
Чапа преподавала микробиологию в Национальном автономном университете Мексики.
Она была президентом Национальной школы медсестер и соучредителем профсоюзов хирургов и работников сферы услуг.
Чапа была среди пионеров мексиканского феминистского движения и возглавила Женское движение суфражисток в 1932 году. Она активно отстаивала для женщин равенство с мужчинами, право на аборт, возможность голосовать и быть активным членом общества. Кроме того, Чапа работала над защитой прав женщин-заключённых и была директором Комитета помощи детям испанского народа (для беженцев от гражданской войны в Испании)
Как марксистка и активистка Мексиканской коммунистической партии, в рамках провозглашённой Коминтерном политики народных фронтов Эстер Чапа совместно с доктором Матильдой Родригес Кабо и другими единомышленницами в 1935 году учредила Единый фронт в защиту прав женщин (FUPDM), призванный объединить коммунисток и сторонниц Национально-революционной партии.
Доктора Чапа и Кабо познакомились во время учёбы в медицинской школе и добились реформ, направленных на оказание помощи в тюрьмах, решение проблемы проституции, на благополучие женщин и детей, распределение бюджетных ресурсов в пользу образования и социальных программ.
После того, как единый женский фронт наконец одержал победу в предоставлении женщинам равных прав в 1958 году, Чапа стала международным консультантом и часто посещала КНР, входя в Мексиканское общество дружбы с китайским народом и Общество друзей Народного Китая.

## Избранные работы
- El derecho de voto para la mujer. — Frente Único Pro Derechos de la Mujer, 1936.
- Las mujeres mexicanas (with Miguel Alemán) (1945)
- La mujer en la política en el próximo sexenio (1946)
- El problema de la penitenciaría del Distrito Federal (1947)
- Apuntes de prácticas de microbiología (with Pedro Pérez Grovas) (1941)